# هشدار دانشمندان جهان به بشریت
"هشدار دانشمندان جهان به بشریت" (به انگلیسی: World Scientists' Warning to Humanity)، سندی بود که در سال ۱۹۹۲ توسط هنری دبلیو کندال نوشته شد و توسط حدود ۱۷۰۰ دانشمند برجسته امضا شد. بیست و پنج سال بعد، در نوامبر ۲۰۱۷، ۱۵۳۶۴ دانشمند "هشدار دانشمندان جهان به بشریت: اخطار دوم" نوشته شده توسط ویلیام جی ریپل و هفت نویسنده مشترک را امضا کردند و از جمله خواستار برنامه‌ریزی جمعیت انسانی و کاهش شدید آن، مصرف سرانه سوخت‌های فسیلی، گوشت و دیگر منابع شدند. اعلامیه دوم بیش از هر مقاله منتشرشده در مجلات، دانشمندان و حامیان رسمی بیشتری دارد. 

## اولین انتشار
در سال ۱۹۹۲، هنری دبلیو کندال، رئیس سابق هیئت مدیره اتحادیه دانشمندان نگران (UCS)، اولین هشدار را با همین عنوان در حالی اعلام نمود که با این جمله آغاز می‌شود: «انسان‌ها و جهان طبیعت در مسیر برخورد هستند». اکثر برندگان جایزه نوبل در علوم شامل حدود ۱۷۰۰ نفر از دانشمندان برجسته جهان سند این هشدار را ا مضا کردند.